# Mario Power Tennis
Vous lisez un « bon article » labellisé en 2010.
Cet article concerne la version sur GameCube. Pour celle sur GameBoy Advance, voir Mario Tennis: Power Tour.
Mario Power Tennis (マリオテニスGC, Mario Tennis GC) est un jeu vidéo de tennis développé par Camelot Software Planning et édité par Nintendo sur GameCube. Il est sorti au Japon le 28 octobre 2004, en Amérique du Nord le 8 novembre 2004 et en Europe le 25 février 2005, puis ressorti sur Wii en 2009 au sein de la collection Nouvelle façon de jouer !, composée de jeux GameCube réédités sur Wii,. Il constitue la suite de Mario Tennis, sorti sur Nintendo 64 en 2000.
Power Tennis contient de nombreux éléments tirés de l'univers Mario, autant au niveau des personnages que des environnements. 18 personnages sont disponibles, chacun étant caractérisé par son style de jeu et ayant deux coups spéciaux qui lui sont propres. Le jeu a été développé parallèlement à Mario Golf: Toadstool Tour ; les deux titres possèdent ainsi de nombreux points communs.
Le jeu a été globalement bien accueilli par la presse, avec une moyenne de 81 % sur GameRankings et de 80/100 sur Metacritic,. Les critiques ont apprécié la profondeur et la variété du jeu, mais ont critiqué les animations des coups spéciaux, celles-ci ne pouvant pas être passées.

## Système de jeu
Mario Power Tennis propose de prendre part à des matchs de tennis où les personnages, les environnements et les scénarios sont inspirés de la série Mario. Les trois types de surfaces de jeu classiques sont disponibles, mais la plupart des courts proposés sont basés sur l'univers de la série. Sur ces courts sont présents des éléments qui peuvent influencer le déroulement du match, comme les plantes Piranha sur la « place Delfino » (en référence à Super Mario Sunshine), qui crachent parfois de la boue sur le terrain. Le jeu permet également de jouer avec des règles différentes des règles traditionnelles du tennis. Dans le mode « Défi anneaux », par exemple, les parties sont gagnées par le premier joueur qui arrive à un nombre de points fixé ; ces points s'acquièrent en faisant passer la balle dans des anneaux, ou en gagnant des points de façon classique. Un autre mode, intitulé « Bataille d'objets », propose aux joueurs de s'affronter dans des parties où les règles sont les mêmes, mais où des objets sont disponibles pour gêner ses adversaires.
Le mode central du jeu est le mode « Tournoi », où les matchs peuvent être joués en simple ou en double. Les jeux spéciaux constituent un autre mode : chacun d'entre eux demande au joueur de remplir un objectif différent. Certains s'inspirent des anciens jeux Nintendo ; « Tennis terreur », par exemple, s'inspire de Luigi's Mansion. Jusqu'à quatre joueurs peuvent s'affronter dans Mario Power Tennis, via le mode Exhibition, où les joueurs peuvent choisir leurs adversaires et les conditions du match : niveau de difficulté de l'adversaire, court ou nombre de jeux et de sets nécessaires pour remporter le match.
Il est possible pour le joueur d'effectuer des smashs en plaçant son personnage sur une étoile lorsque la balle est en l'air, de faire des lobs et des coups liftés. Chaque personnage possède une frappe offensive, pour mettre l'adversaire en difficulté, et une frappe défensive, pour rattraper une balle hors de la portée du personnage. Chacun dispose en outre d'un ensemble de deux coups spéciaux qui lui sont propres et qui sont accompagnés d'une animation lorsqu'ils sont exécutés. Ils ne peuvent être utilisés qu'occasionnellement au cours d'une partie, mais sont souvent décisifs.

## Personnages jouables
18 personnages sont disponibles dans Power Tennis, tous tirés de l'univers Super Mario. Certains d'entre eux, comme Wario, étaient déjà jouables dans Mario Tennis et dans d'autres dérivés de la série Mario ; d'autres, comme Wiggler, font leur première apparition en tant que personnage jouable. Les personnages disponibles dès le début sont au nombre de 14. Il est néanmoins possible de débloquer 4 autres personnages secrets. Ils possèdent chacun, exceptés Mario et Luigi qui sont de type complet, une qualité spécifique comme technique, puissance, défense, vitesse et ruse. Les personnages complet n'ont aucun point fort ni point faible ; les technique sont doués pour placer des balles précises au détriment de la force de frappe, les puissance renvoient fort la balle, mais sont très lents, les vitesse se déplacent extrêmement vite sur le terrain mais ne sont pas précis, les défense renvoient plus facilement les balles éloignées mais sont assez faibles et les ruse frappent des balles aux effets-courbes aléatoires et ces coups sont donc déstabilisants et imprévisibles pour l'adversaire.
Personnages jouables
- Mario (complet)
- Luigi (complet)
- Peach (technique)
- Daisy (technique)
- Wario (puissance)
- Waluigi (défense)
- Yoshi (vitesse)
- Koopa (vitesse)
- Donkey Kong (puissance)
- Diddy Kong (vitesse)
- Boo (ruse)
- Maskass (technique)
- Bowser (puissance)
- Bowser Jr. (ruse)
- Hélico Maskass (ruse)
- Paratroopa (technique)
- Wiggler (défense)
- Flora Piranha (puissance)

## Développement
Power Tennis a été développé par une équipe d'environ trente personnes de chez Camelot Software Planning, dirigée par les frères Hiroyuki et Shugo Takahashi. Le jeu a été dévoilé en 2002, dans un numéro du magazine Famitsu, et a ensuite été présenté à l'E3 2004. Avant sa sortie, Hiroyuki et Shugo Takahashi se sont entretenus avec le magazine Famitsu à propos du développement du jeu. Camelot avait déjà travaillé sur une version GameCube de Mario Tennis, mais avait arrêté le projet pour le recommencer en s'inspirant des idées et de la technologie de Mario Golf: Toadstool Tour, qui avait été développé simultanément à la première version. Shugo a déclaré que la version initiale était plus sérieuse et disposait d'un gameplay plus profond, mais qu'elle était moins imprégnée de l'univers Mario. Ils voulaient également ne pas seulement améliorer, par rapport à la version sur Nintendo 64, les graphismes, mais aussi le gameplay. Pour Hiroyuki, ne pas apporter de changements au gameplay aurait été « inacceptable pour un jeu Mario ». En raison du succès du prédécesseur de Power Tennis, les frères Takahashi ont ressenti beaucoup de pression au cours du développement du soft, voulant créer un jeu original et qui ne semble pas trop similaire à son prédécesseur.
Peu après sa sortie, IGN a interviewé Hiroyuki au sujet du développement du jeu. Ce dernier a révélé que Nintendo avait légèrement collaboré avec Camelot pour développer Mario Power Tennis, dans le domaine du doublage et de l'animation, affirmant que Nintendo avait « un peu contribué à l'amélioration des graphismes du jeu ». Takahashi a ensuite expliqué que si les éléments de RPG présents dans Mario Tennis sur Game Boy Color avaient été retirés, c'est parce qu'il pensait que ceux-ci étaient plus adaptés aux consoles portables, généralement axées sur le mode solo. À propos des courts disponibles dans le jeu, il a déclaré que les développeurs avaient essayé à la fois de remémorer aux joueurs habitués les anciens jeux Mario et de présenter aux nouveaux joueurs ces anciens jeux auxquels ils n'ont peut-être pas joué. Pour Takahashi, le plus difficile dans le développement du titre a été la réalisation des séquences d'ouverture, le développement des jeux spéciaux et les animations. Bien qu'il y ait eu, avant la sortie du jeu, des rumeurs à propos d'un possible mode de jeu en ligne, Takahashi n'a pas souhaité inclure un tel mode, craignant les problèmes de lag et déclarant « je ne pense pas que vous puissiez jouer à un jeu de tennis en ligne via l'environnement Internet actuel et être satisfait ».
En 2005, Nintendo a collaboré avec la Lawn Tennis Association pour assurer la promotion de Mario Power Tennis au Royaume-Uni. Celle-ci passait par exemple par des affiches publicitaires exposées lors de tournois de tennis, dont celui de Wimbledon. Le ACE Magazine de la LTA a par ailleurs fait la publicité du jeu et a organisé des jeux-concours avec Mario Power Tennis comme lot. Nintendo a aussi mis en ligne un questionnaire pour en savoir plus sur les joueurs et leurs habitudes de jeu au tennis, dans le cadre de l'opération Who Are You?. La firme japonaise a annoncé en 2008 qu'elle allait ressortir Mario Power Tennis sur Wii au sein de la gamme de jeux Nouvelle façon de jouer !, composée de jeux GameCube réédités sur Wii avec une maniabilité adaptée à cette dernière. La nouvelle version du jeu est sortie le 15 janvier 2009 au Japon. Elle demande au joueur d'utiliser la Wiimote comme une raquette de tennis, afin de faire coups droits et revers ; le nunchuk, permettant de se déplacer, est lui facultatif.

## Accueil

### Version sur GameCube
Mario Power Tennis a été globalement bien accueilli par la presse spécialisée et a notamment été félicité pour sa grande variété de modes de jeu,. Raymond Padilla de GameSpy a apprécié la présence de différentes catégories de personnages, déclarant que « vous disposez d'une large gamme de personnages et chacun d'entre eux offre une expérience différente ». À l'inverse, les courts proposés ont été critiqués, y compris par Matt Casamassina — bien que ce dernier ait reconnu que certains étaient meilleurs que d'autres. Michael Cole de Nintendo World Report a également fait valoir que la plupart des joueurs revenaient sur les courts traditionnels « après avoir perdu injustement à cause de fantômes, de peintures ou d'autres pièges ». Tom Bramwell d'Eurogamer a apprécié le style du jeu, qui pour lui mettait plus l'accent sur le gameplay que sur l'aspect « simulation » et le réalisme. Les critiques ont aussi souligné que Power Tennis était plus ancré dans l'univers de la série Mario que son prédécesseur, que ce soit au niveau du scénario ou des environnements,.
Les éléments de gameplay introduits dans le jeu ont reçu un accueil mitigé ; IGN a fait valoir que les différents jeux spéciaux n'étaient pas du tout de la même qualité. Les coups spéciaux ont également déclenché des réactions nuancées — les coups eux-mêmes ont été loués pour leur contribution à l'aspect stratégique du titre, mais les séquences d'animation les accompagnant ont été plutôt décriées. Ryan Davis de GameSpot a par exemple écrit qu'« il aurait été bien de pouvoir passer les animations des coups spéciaux ». De façon générale, le mode multijoueur a été plus apprécié que le mode solo, parfois critiqué pour sa simplicité due à une intelligence artificielle « basique et prévisible ». GameSpy a souligné à quel point le nombre d'options améliore l'expérience multijoueur et a ajouté que « le jeu est très bon en lui-même, mais il devient excellent lorsque vous jouez avec vos amis ». Le moteur physique de Power Tennis a aussi été félicité ; les critiques ont particulièrement apprécié la profondeur du jeu, le large éventail de coups possibles et le fait que la position du personnage influe sur la façon dont il frappe la balle — tout ceci ne se faisant pas au détriment de l'accessibilité du titre,,.
Les critiques ont, pour la plupart, salué la présentation de Power Tennis, et notamment sa séquence d'ouverture,. Nintendo World Report a complimenté le niveau de détail graphique des environnements et des personnages. Même si ce point de vue est globalement partagé par IGN, ces derniers ont critiqué les animations d'arrière-plan, affirmant que « la foule, en particulier, est une répétition des mêmes sprites, encore et encore ». À l'inverse, la bande son du titre a été mal accueillie, malgré les effets comiques apportés par le doublage,.
Du côté de la presse francophone, Gamekult salue la « réalisation impeccable » mais déplore cependant que « l'aspect gadget [prenne] le dessus sur l'aspect technique ». Pour sa part, Jeuxvideo.com accorde un 17/20 à Mario Power Tennis, concluant que « cet épisode GameCube parvient à renouveler la série à partir d'idées de gameplay vraiment originales ».
Mario Power Tennis s'est vendu à 139 000 exemplaires durant sa première semaine de commercialisation au Japon et à 377 000 exemplaires de sa sortie au 31 décembre 2006, dans ce même pays. Au 31 janvier 2005, il s'était vendu à 296 893 unités en Amérique du Nord. En Australie, le titre s'est en outre classé à la cinquième position des ventes de jeux sur GameCube entre le 16 et le 29 octobre 2005,.

### Remake sur Wii
Alors que la version GameCube a reçu des critiques généralement positives, l'accueil réservé à la réédition du jeu sur Wii a été plus nuancé. Celle-ci a décroché une moyenne de 69,36 % sur GameRankings et de 65/100 sur Metacritic,. Les graphismes ont certes été loués, mais beaucoup ont reproché au soft sa maniabilité. Mark Bozon d'IGN a critiqué la détection des mouvements, imprécise et gâchant « un grand jeu ». Dana Vinson de X-Play a également décrié les commandes du titre et a condamné le fait de ressortir des jeux GameCube sur Wii, comportement assez paresseux selon elle. Oli Welsh d'Eurogamer a critiqué à la fois l'imprécision des commandes et les améliorations limitées par rapport à la version originale ; il a par ailleurs affirmé que Wii Sports constituait une meilleure alternative. Gamekult se montre également sévère, qualifiant cette réédition de « jeu GameCube repackagé ». Pour sa part, Robert Workman de GameDaily a critiqué la jouabilité tout en affirmant que tout le reste était fonctionnel.
La version Wii a tout de même bénéficié d'avis positifs de la part de certains médias. Pour Tom East de l'Official Nintendo Magazine, même si les commandes sont décevantes, le mode multijoueur reste divertissant étant donné que tous les joueurs ont alors les mêmes problèmes de contrôle. Justin Haywald de 1UP.com est aussi allé dans ce sens en déclarant que même si cela rendait le mode solo difficile, le jeu était conçu pour être joué avec des amis. À l'opposé, Matt Helgeson du magazine Game Informer juge le contrôle des mouvements de qualité, ajoutant que les autres développeurs devraient s'inspirer de Nintendo. Son collègue Matthew Kato a lui émis plus de réserves sur la jouabilité du titre. Danielle Riendeau, de chez GameShark, trouve quant à elle que les contrôles sont excellents, en précisant quand même qu'il arrive occasionnellement que les coups soient mal interprétés. Le constat est identique pour Jeuxvideo.com, qui fait valoir que « la reconnaissance de mouvements apporte un réel plus aux matchs et rend les parties multijoueurs plus dynamiques ».
Au cours des quatre premiers jours de vente de la version Wii au Japon, Mario Power Tennis s'est vendu à 56 000 exemplaires ; le 3 janvier 2010, 205 070 unités s'étaient écoulées au Japon.